# Simfonia núm. 3 (Enescu)
La Simfonia núm. 3 en do major, op. 21, és una composició orquestral-vocal a gran escala del compositor romanès George Enescu, escrita entre 1916 i 1818. És l'última simfonia acabada pel compositor.

## Història
Enescu va començar a escriure la Tercera Simfonia a Sinaia el maig de 1916, poc abans que Romania entrés a la Primera Guerra Mundial. Durant la retirada de Romania a la província de Moldàvia davant les forces invasores de les Potències Centrals, va acabar el primer moviment el 1917 a Iași. El segon moviment es va completar en ple conflicte, el gener de 1918, també a Iași, i el tercer es va acabar el 20 d'agost del mateix any a Dorohoi. Es disputa la data de l'estrena. Segons Bentoiu, la Simfonia es va representar per primera vegada el 1918 i, de nou, almenys una vegada el mateix any. Segons altres, però, la primera actuació no va tenir lloc fins al 25 de maig de 1919 a l⁣Ateneu Romanès de Bucarest, amb l'Orquestra del Ministeri d'Educació i la Societat Coral Carmen, dirigida pel compositor, prologada pel Concert de Brandenburg núm. 4 de JS Bach. Tot i que la simfonia va ser un èxit immediat, Enescu no se'n va mostrar satisfet i va fer una revisió el 1920. La nova versió es va estrenar a París a finals de febrer de 1921, dirigida per Gabriel Pierné, tanmateix Enescu encara no n'estava satisfet i va continuar revisant la partitura durant més de trenta anys. L'última revisió data del 12 de juny de 1951. No va ser publicada fins al 1965 per l'Editura muzicală a uniunii compozitorilor din Republica socialistă românia de Bucarest.

## Instrumentació
La simfonia està escrita per a 4 flautes (3r i 4t doblant 1r i 2n flautí), 4 oboès (3r i 4t doblant 1r i 2n corn anglès), 3 clarinets (3r doblant clarinet en mi bemoll i clarinet baix), 4 fagots (4t doblant contrafagot), 6 trompes, trompeta piccolo en re, 3 trompetes en re, 2 cornetes en si bemoll, trombó de bares, 3 trombons tenors, trombó baix, 3 tubes, 2 jocs de timbals, 6 percussionistes (tambor, tamborí, triangle, trinquet, campana de mà, plats, tam-tam, bombo, castanyoles, xilòfon, campana (fa sostingut), fulla de tro, glockenspiel, celesta, piano, orgue, cor sense paraules, 2 arpes, 20 primers violins, 20 segons de violí, 14 violes, 12 violoncels i 12 contrabaixos.

## Anàlisi

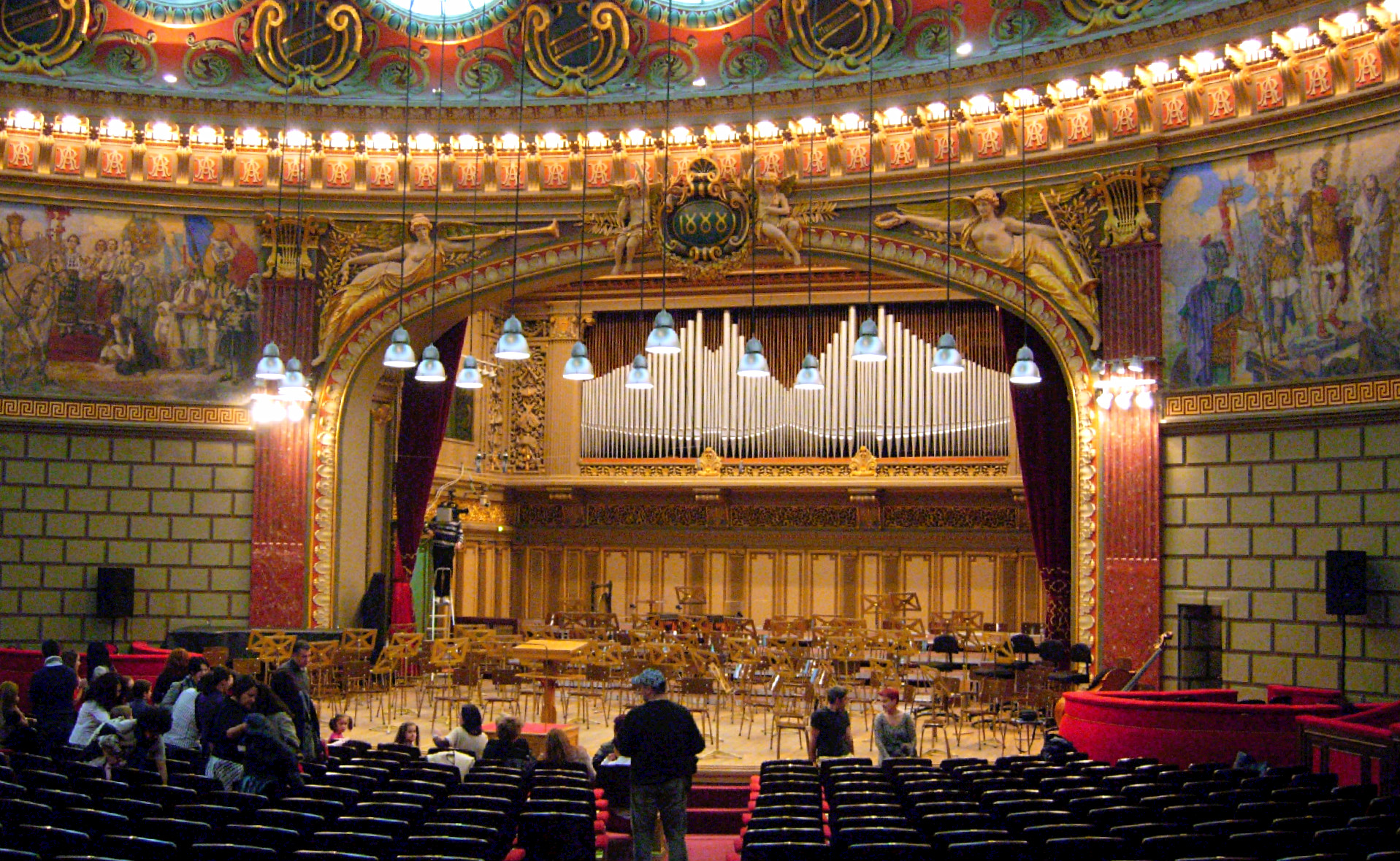
Escenari de l'Ateneu, Bucarest

La simfonia es divideix en tres moviments:
- Moderato, un poco maestoso
- Vivace ma non troppo
- Lento ma non troppo

Enescu utilitza el mateix material temàtic al llarg de la simfonia, cíclicament, però el desenvolupa de maneres diferents. El primer moviment alterna estats d'ànim cavil·latius, interrogants, heroics i lírics; el segon moviment és un scherzo foscament sinistre, alleujat breument per un brillant episodi de marxa; el final és solemne i serè, introduint un cor sense paraules. Acaba en una mena d'èxtasi tranquil amb les textures orquestrals més lleugeres i empra en un moment donat una petita campana que, segons la partitura, «hauria de tenir el mateix tipus de sonoritat que les campanes que es fan servir a les esglésies catòliques en el moment de l'elevació de l'hòstia». Els caràcters fortament contrastats dels tres moviments —i sobretot la paradisíaca serenitat del final— han temptat alguns crítics, començant per Pierre Lalo el 1921, a interpretar la simfonia programàticament com una "⁣trilogia dantesca⁣" del purgatori (alternativament, la Terra), l'infern i el paradís.

## Discografia
- George Enescu: Simfonia núm. 3; Simfonia de cambra per a 12 instruments solistes, op. 33. Orquestra Filharmònica i Cor de Cluj-Napoca (Florentin Mihaescu, mestre del cor), Ion Baciu, cond. Gravació de CD, 1 disc: digital, 12 cm, estèreo. Marco Polo 8.223143. [Alemanya]: HNH International, 1988.
- George Enescu: Obres orquestrals completes, vol. 3. Simfonia núm. 3 en Do major, op. 21; Poema romanès, op. 1. Orquestra i cor de la ràdio nacional romanesa, Horia Andreescu, cond. (Aurel Grigoras, mestre del cor). Gravat a la Sala de Concerts de Ràdio. Bucarest, juliol de 1993. Sèrie Olympia Explorer. Olympia Recordings, 1994.
- George Enescu: Obres orquestrals, vol. 2. Simfonia núm. 3 en Do major, op. 21; Rapsòdia romanesa núm. 2 en re major, op. 11, núm. 2. Philharmonia Moldàvia i el cor Gavril Musicescu, Alexandru Lascae, cond. Enregistrat al Concerthall de l'Orquestra Filharmònica de Moldàvia, Iaşi (Romania), del 8 al 12 d'abril de 1992 (Rapsòdia); 5-7 de maig de 1993 (Simfonia). Gravació de CD, 1 disc: digital, 12 cm, estèreo. Ottavo OTR C59344. La Haia, Països Baixos: Ottavo Recordings, 1994.
- George Enescu, Compozitor: Simfonia a III-a; Poemul "Isis", Simfonia a IV-a; Simfonia a Va. Enregistrări din Arhiva Radio România. Radio Naţională Radio; Ràdio Acadèmica Corul; Horia Andreescu, cond. (Tercera simfonia, enregistrada als estudis de la Ràdio Rumana, 1994); Camil Marinescu, cond. (Isis, enregistrat als estudis de Romanian Radio, Bucarest, 1998); Corneliu Dumbrăveanu, cond. (Quarta Simfonia, enregistrada als estudis de la Ràdio Rumana, Bucarest, 1998); Florin Diaconescu, tenor; Radio Naţională Radio, Corul de dones Radio (Aurel Grigoraş, mestre del cor); Horia Andreescu, cond. (Cinquena simfonia, enregistrada als estudis de la Ràdio Rumana, Bucarest, 1996). Gravació de CD, 2 discs: analògic, 12 cm, estèreo. Casa Radio 433 ECR. Bucarest: Radio România, 2017.
- George Enescu. Simfonia núm. 3 en Do major, op. 21; Obertura del concert en la major, op. 32. Orquestra Filharmònica de Bucarest; Cristian Mandeal, cond. Enregistrat del 25 al 28 de setembre de 1995 a l'Ateneu Romanès de Bucarest. Gravació de CD, 1 disc: digital, 12 cm, estèreo. Arte Nova Classics 74321 37863 2. [Alemanya]: Arte Nova Classics, 1996.
- Enescu: simfonia núm. 3; Rhapsody Romanian No. 1. BBC Philharmonic Orchestra, Leeds Festival Chorus (Simon Wright, mestre del cor), Gennady Rozhdestvensky, cond. Symphony va gravar l'1 al 2 d'octubre de 1997, Rhapsody del 12 al 13 de juny de 1996, tots dos a New Broadcasting House, Manchester. Colchester: Chandos Records, 1998.
- George Enescu: tres simfonies; Sonata per a violí núm . 3. Chœur de Chambre Les Éléments; Orchestre National de Lyon, Lawrence Foster, cond. Valeriy Sokolov, violí; Svetlana Kosenko, piano. Gravació de CD, 2 discos: digitals, 12 cm, estèreo. Warner Classics 50999 6 78393 2 2. [Regne Unit]: Warner Music UK Ltd, 2012.
- George Enescu: Ouverture de Concert sur des thèmes dans le caractère populaire roumain, Op. 32; Simfonia núm. 3, op. 21. Orquestra Filharmònica de Tampere; Cor Filharmònic de Tampere (Timo Nuoranne, mestre del cor), Hannu Lintu, cond. Enregistrat a Tampere Hall, el 25 d'agost de 2011 (Ouverture); 24-26 d'abril de 2013 (Simfonia núm. 3). Gravació de CD, 1 disc: digital, 12 cm, estèreo. Ondine ODE 1197-2. Hèlsinki: Ondine Oy, 2013.